# Deutschland privat – Eine Anthologie des Volksfilms
Deutschland privat – Eine Anthologie des Volksfilms ist ein Filmprojekt von Robert van Ackeren aus dem Jahr 1980. Auf der Basis von diversen privaten Filmaufnahmen erstellte er unter anderem aus Mitschnitten von privaten Feiern, Urlaubsbildern sowie explizit erotischem Material eine heterogene Mischung. Die Fortsetzung Deutschland privat – Im Land der bunten Träume kam am 21. Juni 2007 in die deutschen Kinos.

## Inhalt
Der Film zeigt zunächst Ausschnitte aus konventioneller Geselligkeit wie Urlaubsmitschnitte, Geburtstage, Hochzeiten, Zoobesuche, ein Weihnachtsfest und Sirtaki am Strand. Dann kommt allerdings eine stark erotische bis pornographische Wendung mit einer frivolen Silvesterfeier, FKK, Striptease, Masturbation und Sadomasochismus.

## Hintergrund
Im Jahr 1979 rief van Ackeren durch Anzeigenschaltung in diversen Zeitschriften dazu auf, ihm private Filme im Super-8-Format für ein Filmprojekt zur Verfügung zu stellen. Der so entstandene Film Deutschland privat – Eine Anthologie des Volksfilms ist ein Extrakt aus über 200 Stunden gesichtetem Filmmaterial.
Initiator Robert van Ackeren registrierte anhand des vorliegenden Materials, „daß unvermutet viele Amateure irgendwann einmal intime Aufnahmen gemacht haben.“ Auffällig sei die Abwesenheit der Männer, woraus hervorgehe, dass die gefilmten Personen, meistens Frauen, die Wünsche des männlichen Filmamateurs ausführten. Die Kamera komme dabei den exhibitionistischen Neigungen der Akteure und Filmemacher entgegen. Daraus sei auch die überraschende Bereitschaft zu erklären, das Material zum Zwecke der Veröffentlichung zugänglich zu machen.

## Kritiken
- „Der Zusammenschnitt diverser Super-8-Amateurfilme zu einem abendfüllenden Panorama bundesdeutscher Intimitäten. Als soziologisch und filmhistorisch wertvolle Landeskunde deklariert, offenbart der Film jedoch bald seinen voyeuristischen und spekulativen Charakter – zumal die Herkunft des Materials nicht hinreichend nachgewiesen wird und die Grenze zwischen vorgefundenen und gestellten Aufnahmen unklar bleibt.“ (Lexikon des internationalen Films)[5]
- „Robert Van Ackeren hat mit „Deutschland privat“, einer launigen, wenn auch willkürlichen Auswahl (höchst) privater Amateurfilme, 1980 ein abendfüllendes Panorama bundesdeutscher Intimitäten zusammengestellt.“ (tvmovie.de)[6]
- Die Autoren von Fischers Film Almanach 1981 wunderten sich über die eingereichten Schmalfilme von nicht zum Bild passenden Off-Erzählungen über „sorgsam eingeübte“ Ferienposen bis hin zu „Muttern beim hausgemachten Porno-Strip“. Auf eine „ernste Auseinandersetzung“ mit den Aufnahmen verzichte die Kinovorführung jedoch.[7]
- Thomas Hesterberg und Hans-Heinz Schwarz schrieben am 17. Januar 1981 im Kölner Stadt-Anzeiger, der Film liefere „Stimmungsbilder der schweigenden Mehrheit“, bei denen Exhibitionismus und Voyeurismus engstens beieinanderlägen.[8]
- Sebastian Feldmann vertrat am 10. Januar 1981 in der Rheinischen Post die Auffassung, dass diese Film-Zusammenstellung eher Mitleid und Einsicht verdiene als den sich zuerst aufdrängenden Hohn. Die Schmalfilmkamera sei als neues Massenmedium ein Zauberspiegel geworden, der die Wirklichkeit nicht ändern, wohl aber verklären könne.[9]